# Jessy Wellmer

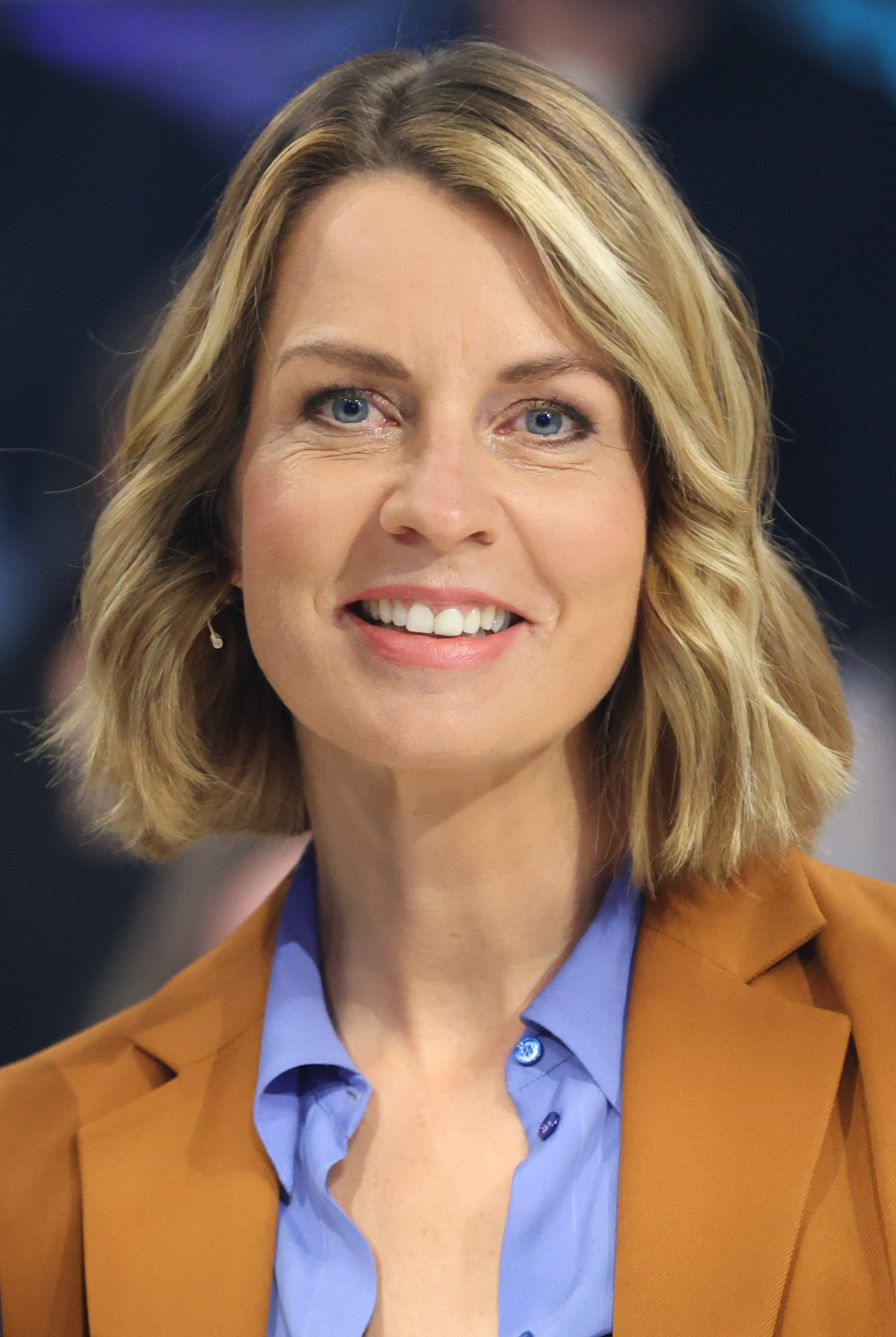
Jessy Wellmer, 2025

Jessy Wellmer (* 5. Dezember 1979 in Güstrow) ist eine deutsche Journalistin und Fernsehmoderatorin. Seit dem 30. Oktober 2023 ist sie einer der beiden Hauptmoderatoren der Tagesthemen.

## Leben und Werdegang
Wellmer wuchs in Güstrow im Bezirk Schwerin in der DDR auf. Ihre Eltern waren Lehrer. Ihr sechs Jahre älterer Bruder starb im September 1989 an einem Tumor, als Wellmer neun Jahre alt war. Während ihrer Schulzeit absolvierte Wellmer in der 10. Klasse ein Auslandsjahr in Neuseeland.
Nach dem Abitur studierte Wellmer ab 1999 Gesellschafts- und Wirtschaftskommunikation an der Universität der Künste in Berlin, das sie mit Diplom abschloss. Anschließend absolvierte sie die ems – Schule für elektronische Medien in Potsdam-Babelsberg. Wellmer arbeitete zu dieser Zeit unter anderem für den rbb und n-tv. Von 2009 bis 2014 moderierte sie die Sportberichterstattung im ZDF-Morgenmagazin. Seit dem 10. August 2013 moderiert sie zusammen mit Andreas Ulrich samstags auf radioeins die Sendung Arena Liga Live.
Von September 2014 bis zum 30. September 2023 moderierte Wellmer die Sportschau am Sonntag. Ab Beginn der Fußball-Bundesligasaison 2017/18 moderiert Wellmer auch die Sportschau am Samstag und berichtete von Olympischen Spielen sowie von Fußball-Welt- und Europameisterschaften. Sie moderierte im rbb Fernsehen die Sportformate rbb Sportplatz und zusammen mit Philipp Köster die Sendung 11 Freunde TV. Von 2014 bis 2017 gehörte sie zum Moderatorenteam der Spätausgabe von rbb Aktuell.
Vom 2. Januar 2018 bis zum 22. November 2019 moderierte Wellmer gemeinsam mit Sascha Hingst das ARD-Mittagsmagazin. Seit Juni 2019 ist sie Gastgeberin des ARD-Talk- und Reportageformats Sportschau Thema. Von Oktober 2019 bis April 2021 moderierte sie gemeinsam mit Eva-Maria Lemke die Talkshow Hier spricht Berlin im Ersten.
Am 13. April 2020 moderierte Wellmer erstmals die Sondersendung ARD Extra unter der Federführung des rbb. Bisher entstanden sechs Ausgaben mit ihr.
Bei der Fußball-Europameisterschaft 2021 war Wellmer mit Bastian Schweinsteiger als Moderatoren-Duo im Einsatz. Im selben Jahr war sie Studio-Moderatorin bei den Olympischen Spielen in Tokio und 2022 bei den Olympischen Winterspielen in Peking. Während der Fußball-Weltmeisterschaft 2022 moderierte sie die Sendungen im Ersten aus dem ARD-WM-Studio.
Am 24. Oktober 2022 sendete das Erste die Dokumentation Russland, Putin und wir Ostdeutsche von Wellmer und Falko Korth, in der die Journalistin der Frage nachgeht, warum viele Ostdeutsche einen – im Vergleich mit der Mehrheit der Westdeutschen – anderen Blick auf Russlands Überfall auf die Ukraine haben; dabei interviewte sie auch ihre Eltern.
Seit dem 30. Oktober 2023 ist Wellmer Moderatorin der Tagesthemen. Sie folgte damit auf Caren Miosga als eine der beiden Hauptmoderatoren. Für die neue Stelle gab sie ihre Moderation bei der Sportschau auf: am 30. September verabschiedete sie sich von den Zuschauern der Sendung.
Am 8. Februar 2024 erschien ihr Buch Die neue Entfremdung – Warum Ost- und Westdeutschland auseinanderdriften und was wir dagegen tun können.

### Persönliches
Wellmer lebt in Berlin. Sie ist mit dem Journalisten Sven Siebert verheiratet und hat mit ihm einen Sohn und eine Tochter. Jessy Wellmer ist Anhängerin von Hansa Rostock.

## Moderationen

### Fernsehen
Moderatorin
- 2009–2014: ZDF-Morgenmagazin – Sport, ZDF
- 2014–2023: Sportschau am Sonntag, Das Erste
- 2014–2017: rbb Sportplatz, rbb Fernsehen
- 2014–2015: 11 Freunde TV, rbb Fernsehen – zusammen mit Philipp Köster
- 2014–2017: rbb Aktuell, rbb Fernsehen
- 2016: Berichte zu den Olympischen Sommerspielen[23]
- 2017–2023: Sportschau am Samstag, Das Erste
- 2017–2023: Sportschau live: Fußball, Das Erste
- 2018–2019: ARD-Mittagsmagazin, Das Erste
- 2018: Hauptmoderation bei den Olympischen Winterspielen, Das Erste
- 2018: Hauptmoderation bei den European Championships, Das Erste[24]
- 2018: Weltmeister im Gespräch, Das Erste
- seit 2019: Sportschau Thema, Das Erste
- 2019–2021: Hier spricht Berlin, Das Erste
- seit 2020: ARD Extra, Das Erste
- 2021: Moderatorin Fußball-Europameisterschaft, Das Erste
- 2021: Hauptmoderation bei den Olympischen Spielen, Das Erste
- 2022: Hauptmoderation bei den Olympischen Winterspielen, Das Erste
- 2022: Hauptmoderation bei der Fußball-Weltmeisterschaft, Das Erste
- seit 2023: Tagesthemen, Das Erste

Interviewerin:
- seit 2014: Sportschau live: Fußball
- 2014–2017: Sportschau live: Biathlon

Reportagen:
- 2022: Russland, Putin und wir Ostdeutsche[25]
- 2023: Hört uns zu! Wir Ostdeutsche und der Westen[26]
- 2024: Machen wir unsere Demokratie kaputt? (Produzent: Dominic Egizzi)[27]

### Hörfunk
- seit 2013: Arena Liga Live, Radioeins – zusammen mit Andreas Ulrich

## Auszeichnungen
- 2017: Journalistin des Jahres (Sport)[28]

## Schriften
- Die neue Entfremdung – Warum Ost- und Westdeutschland auseinanderdriften und was wir dagegen tun können. Kiepenheuer & Witsch, Köln 2024, ISBN 978-3-462-00531-8.